# Ptilostemon
Genre
Ptilostemon est un genre de plantes à fleurs de la famille des Asteraceae.

## Synonymes
- Lamyra (Cass.) Cass.
- Chamaepeuce DC.
- Platyraphium

## Liste d'espèces
- Ptilostemon abylense Greuter
- Ptilostemon abylensis (Maire) Greuter
- Ptilostemon afer (Jacq.) Greuter
- Ptilostemon casabonae (L.) Greuter
- Ptilostemon chamaepeuce (L.) Less.
- Ptilostemon diacantha (Labill.) Greuter
- Ptilostemon dyricola (Maire) Greuter
- Ptilostemon echinocephalus (Willd.) Greuter
- Ptilostemon gnaphaloides Soják
- Ptilostemon × grandei (Petr.) Greuter
- Ptilostemon hispanicus (Lam.) Greuter
- Ptilostemon leptophyllus (Pau & Font Quer) Greuter
- Ptilostemon niveus (Presl) Greuter
- Ptilostemon rhiphaeus (Pau & Font Quer) Greuter
- Ptilostemon stellatus (L.) Greuter
- Ptilostemon strictus (Ten.) Greuter
- Ptilostemon × tauricola (Boiss. & Hausskn.) Greuter